# Fenyvesvölgy
Fenyvesvölgy (ukránul: Ставне [Sztavne]) falu Ukrajnában, Kárpátalján, az Ungvári járásban.

## Fekvése
A Keleti-Beszkidek keleti részén, Nagybereznától északkeletre, Csontos és Hajasd közt fekvő település.

## Nevének eredete
Neve szláv eredetű. Az ukrán sztav (tó, ártér) szóból ered. Magyar nevét 1904-ben kapta az országos helységnévrendezés során.

## Története
Fenyvesvölgy az Ung folyó árterében jött létre. Nevét 1551-ben említette először oklevél Zthawna néven. 1727-ben Sztavna, 1739-ben és 1851-ben Sztavna, 1913-ban Fenyvesvölgy néven írták.
1910-ben 1128 lakosából 100 magyar, 131 német, 894 ruszin volt. Ebből 83 római katolikus, 870 görögkatolikus, 132 izraelita volt. A trianoni békeszerződés előtt Ung vármegye Nagybereznai járásához tartozott.

## Népesség
| 2001 | 1 615 |

A népesség anyanyelv szerinti megoszlása a teljes népesség %-ában (2001)

## Közlekedés
A települést érinti a Csap–Ungvár–Szambir–Lviv-vasútvonal.